# محمد اکبرزاده
محمد اکبرزاده نمایندهٔ حوزهٔ انتخابیهٔ نیشابور و فیروزه در دورهٔ سوم مجلس شورای اسلامی بوده‌است.